# Copris bidens
Copris bidens är en skalbaggsart som beskrevs av Hermann Julius Kolbe 1893. Copris bidens ingår i släktet Copris och familjen bladhorningar. Inga underarter finns listade i Catalogue of Life.